# Hollerith-Konstante
Die Hollerith-Konstanten, benannt nach Herman Hollerith, wurden in frühen FORTRAN-Programmen verwendet, um die Manipulation von Zeichendaten zu ermöglichen.
Frühe FORTRAN-Versionen hatten keinen CHARACTER-Datentyp, nur numerische Typen. Um Zeichenmanipulationen durchzuführen, mussten Zeichen in numerische Variablen mit Hilfe von Hollerith-Konstanten eingefügt werden. Zum Beispiel spezifizierte die Konstante 3HABC einen dreizeichenlangen String "ABC", der durch die anfängliche Ganzzahl, die die Stringlänge 3 darstellt, und das spezifizierte Hollerith-Zeichen H gefolgt von den Stringdaten ABC identifiziert wurde. Diese Konstanten waren typlos, so dass es keine Typumwandlungsprobleme gab. Wenn die Konstante weniger Zeichen spezifizierte als in einem Datenelement gespeichert werden konnten, wurden die Zeichen dann linksbündig und mit Leerzeichen gefüllt im Element gespeichert.
Eine der Hauptfunktionen von FORTRAN 77 war der CHARACTER-String-Datentyp. Die Verwendung dieses Datentyps vereinfachte die Zeichenmanipulation in Fortran-Programmen erheblich und machte fast alle Anwendungen der Hollerith-Konstantentechnik überflüssig.
Hollerith-Konstanten wurden aus dem FORTRAN 77-Standard entfernt, obwohl sie noch in einem Anhang für diejenigen beschrieben wurden, die die Unterstützung fortsetzen wollten. Hollerith-Bearbeitungsdeskriptoren wurden bis Fortran 90 zugelassen und wurden aus dem Fortran 95-Standard entfernt.